# Julián Ayala
Julián Ayala Larrazábal (Toledo, 1896 o 1897-Barcelona, 1942) fue un guardia civil español destinado como teniente de la Guardia Colonial entre 1917 y 1931 en la colonia de Guinea Española –actual Guinea Ecuatorial–, a las órdenes del coronel Carlos Tovar de Revilla.

## Biografía
Nació en Toledo, hijo de un capitán de la Guardia Civil. En 1914 estudiaba en la Academia de Infantería de Toledo, y en agosto de 1917 se estableció en la Guinea Española. Ejerció como oficial en la Guardia Colonial desde enero de 1921. Se le confió la zona de Micomeseng, que en superficie ocupaba casi la mitad del territorio, aunque el control efectivo de los pocos destacamentos de la Guardia Colonial era muy disperso –solo había 74 españoles varones y 13 mujeres en toda Guinea Ecuatorial continental–. Desde enero de 1923 estuvo al mando de la 2.ª Compañía en Bata y de la 1.ª Compañía en Santa Isabel.
El 18 de junio de 1923, la Cámara Agrícola Oficial de Fernando Poo felicitó a Ayala por «la patriótica labor que está realizando entre los indígenas de su demarcación, difundiendo al par que la civilización y el conocimiento de España, el de la agricultura, despertando en los mismos el deseo de venir a trabajar a Fernando Poo». Desde diciembre de 1923 hasta agosto de 1925 operó en la zona de Ebebiyín.
El teniente Ayala se distinguió por la violencia de sus métodos para conseguir la sumisión y colaboración de los indígenas en las llamadas prestaciones –mano de obra obligatoria–, particularmente los utilizados contra la etnia osumu de Ebebiyín, cuya represión alcanzó proporciones de genocidio. En 1925, el teniente Ayala ordenó cavar una fosa común de 20 metros de profundidad para enterrar a los fang ahorcados en Micomeseng, como correctivo por negarse a trabajar gratis en las prestaciones. Marchó con la 2.ª Compañía desde mayo de 1926 en la expedición del capitán Tomás Buiza para establecer puestos militares, estando al mando después de tropas en torno a Nsork.
De acuerdo con un testimonio de agosto de 1931, siguió marchando con la 3.ª Compañía en abril de 1929, mandando también la 5.ª Compañía de Evinayong y en julio del mismo año añadiendo el mando de la 6.ª Compañía Móvil con residencia en Ayene. En julio de 1931 se inició una investigación por parte de la Dirección General de Marruecos y Colonias sobre las prestaciones de Ayala en torno a Niefang y Evinayong. De acuerdo con su mismo testimonio en agosto de 1931, negó gran parte de las acusaciones que se le realizaban, llamando a los forzosamente reclutados voluntarios. Preguntado sobre «si de la brigadas de prestación de Evinayong sacó braceros con dirección a Niefang dijo que no, que de la brigada del Camino no sacó braceros, aunque pudiera ser que voluntarios».
En la misma investigación, a un testigo, para sustanciar las acusaciones criminales contra Ayala y otros miembros de la Guardia Colonial, se le preguntó «si tiene testigos que aseveran lo manifestado anteriormente por él, a lo que el testigo respondió que en el continente, existen a miles». Estos testigos aseguran unánimemente lo que pasó en la «pista de Niefan a Evinayon, en la cual para construir los diferentes trozos se tuvieron que construir cárceles, donde se metían a los indígenas que eran reclutados forzosamente conducidos atados, los cuales se alimentaban con una ración que consistía en dos o tres yucas y así como un día a la semana, se les daba un poquito de pescado, unos cincuenta gramos, lo cual ocasionó defunciones a granel».
Falleció en 1942 en Barcelona.